# Empury
Empury és un municipi francès del departament del Nièvre i la regió de Borgonya-Franc Comtat. El 2019 tenia 85 habitants.